# Ninox boobook
Ninox boobook е вид птица от семейство Совови (Strigidae).

## Разпространение
Видът е разпространен в Австралия, Индонезия, Източен Тимор и Папуа Нова Гвинея.